# Heimosodat

El mapa muestra Finlandia dentro de las fronteras del Gran Ducado. Las zonas en rojo claro representan las ganancias territoriales esperadas como parte de una Gran Finlandia. Una frontera de los Tres Istmos habría acortado drásticamente la longitud de la frontera con Rusia.

En la historiografía finlandesa, el término Heimosodat (en sueco: frändefolkskrigen; en alemán: Kriege verwandter Völker) se ha traducido literalmente al español como "Guerras de naciones afines", "Guerras por pueblos afines" o "Guerras de parentesco", específicamente de parentesco finlandés[cita requerida]. A veces se traduce erróneamente como "guerras tribales".[cita requerida] Se refiere a conflictos en territorios habitados por otros finlandeses bálticos, a menudo en Rusia o en las fronteras de Rusia. Los voluntarios finlandeses participaron en estos conflictos para afirmar el control finlandés sobre las áreas habitadas por finlandeses bálticos emparentados o para ayudarlos a obtener su independencia. Muchos de los soldados voluntarios se inspiraron en la idea de la Gran Finlandia. Algunos de los conflictos fueron incursiones de Finlandia y algunos fueron levantamientos locales, donde los voluntarios querían ayudar a la gente en su lucha por la independencia o anexar las áreas a Finlandia.
Según el historiador Aapo Roselius, unos 10 000 voluntarios de Finlandia participaron en los conflictos armados que se mencionan a continuación:
- Guerra de Independencia de Estonia (1918-1920)
  - Pohjan Pojat ("Hijos del Norte") y el 1.º Suomalainen Vapaajoukko (I Cuerpo de Voluntarios Fineses) ayudaron a las tropas estonias.
- Expedición a Viena (1918)
  - Legión de Murmansk
- Expedición Aunus (1919)
- Expediciones de Petsamo (1918 y 1920)
- Alzamiento de Carelia Oriental (1921-1922)
- Rebelión nacional de los finlandeses ingrios

## Glosario

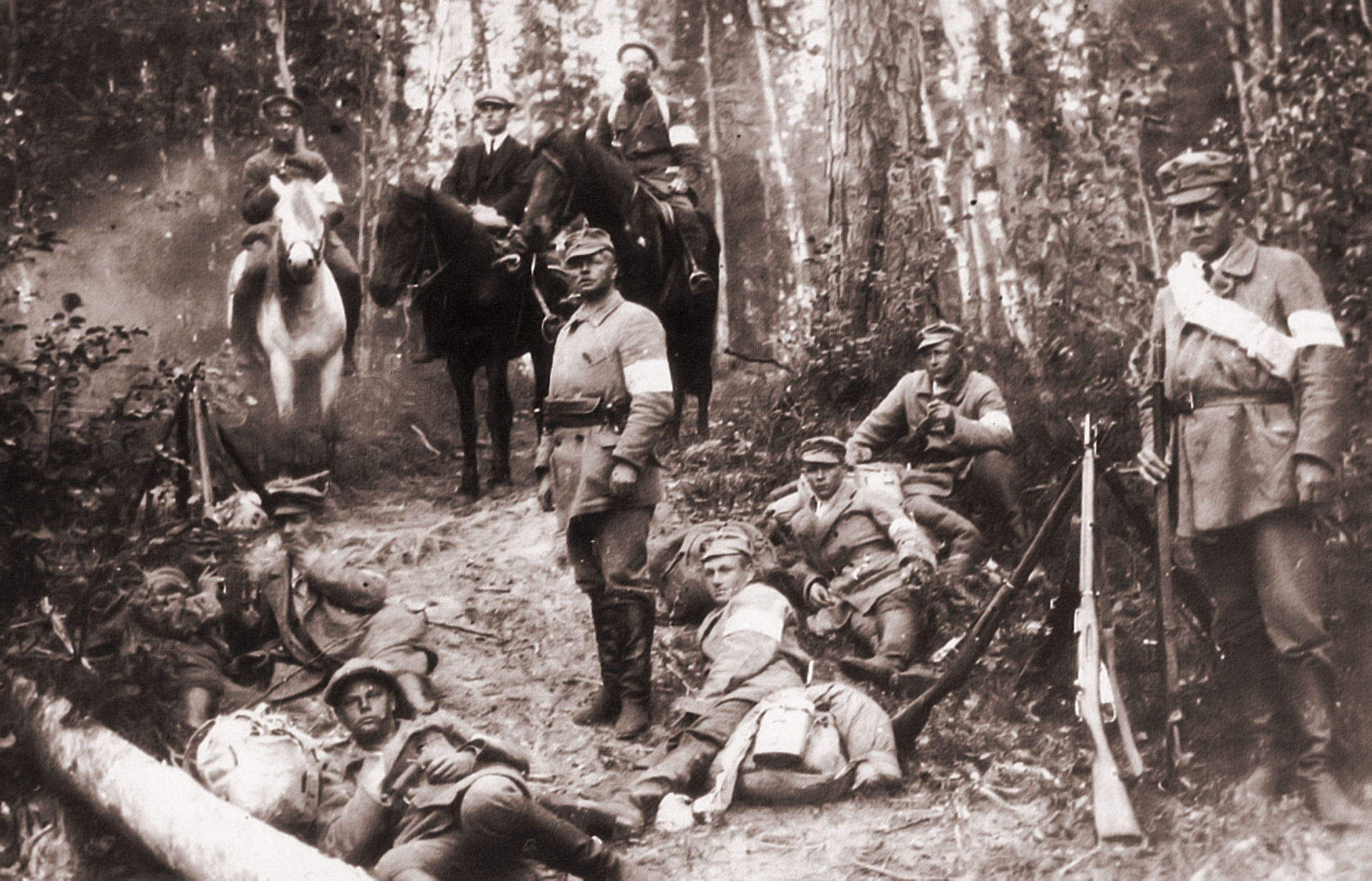
conflictos en territorios habitados por otros finlandeses bálticos,

Sota"Guerra", en este contexto, de baja intensidad, que consiste en acciones como escaramuzas fronterizas, expediciones de cuerpos de voluntarios, expulsión de las fuerzas de ocupación remanentes o intentos de fomentar la rebelión en la población local.
Heimo"Tribu" o "clan", pero en este contexto, también el parentesco étnico y lingüístico entre los finlandeses bálticos; "pueblos afines". Algo comparable al concepto alemán de Völkisch.
SukukansaPersonas que son lingüística y/o étnicamente afines entre sí; "suku" significa "familia" y "kansa" significa "gente" (singular).